# غاريقونينيات
الغاريقونينيات (الاسم العلمي: Agaricomycotina) هي شعيبة من الفطريات تتبع الشعبة الدعاميات.

## التصنيف
تضم شعيبة الغاريقونينيات ثلاثة طوائف فطرية هي:
- شعيبة الغاريقونينيات
  - طائفة الغاريقونانية
    - تحت طائفة الغاريقونانيات
      - رتبة الغاريقونيات

  - طائفة الدمعيانية (الاسم العلمي: Dacrymycetes)
  - طائفة الترميللانية (الاسم العلمي: Tremellomycetes)